# Catocala disjuncta
Catocala disjuncta là một loài bướm đêm thuộc họ Erebidae. Loài này có ở tây Nam Âu tới Tiểu Á.
Sải cánh dài khoảng 40 mm. Con trưởng thành bay từ tháng 6 đến tháng 9.